# 415
Cette page concerne l'année 415  du calendrier julien. Pour l'année 415 av. J.-C., voir 415 av. J.-C. Pour le nombre 415, voir 415 (nombre).
L'année 415 est une année commune qui commence un vendredi.

## Événements
- 30 juillet : Pélage est condamné par Paul Orose à la conférence de Jérusalem réunie par l'évêque Jean[1].
- 30 août, Ravenne : loi anti-païenne d'Honorius pour l'Afrique, ordonnant que les prêtres païens s'éloignent de Carthage avant les calendes de novembre[2].
- Août ou septembre : assassinat d'Athaulf par l'un de ses officiers à Barcelone, où les Wisigoths, pourchassés par les Romains d’Honorius, se sont réfugiés[3]. Sept jours plus tard, son successeur Sigéric, frère de Sarus, est assassiné à son tour, après avoir fait mourir les enfants d'Athaulf, pour avoir voulu faire la paix avec les Romains. Wallia lui succède comme roi des Wisigoths[4]. Affamé par le blocus des ports, Wallia cherche à passer en Afrique, mais est rejeté par une tempête[5].
- 10 octobre : inauguration de la nouvelle basilique de Sainte-Sophie à Constantinople[6].
- Monnaie de Kumarâgupta.

- Début du règne de Kumarâgupta Ier, empereur Gupta des Indes (fin en 455)[7].

- Guerre des Huns contre la Perse dans les années 415-420. Des objets d’orfèvrerie sassanides et des monnaies d’or sassanides, kouchanes, bactriennes et même indiennes, trouvés dans les établissements hunniques du bassin des Carpates, prouvent que les Huns pénétrant dans la vallée du Danube sont les mêmes que ceux qui guerroyaient précédemment en Asie centrale[8].

## Naissances en 415
- 26 novembre: K'an Chitam, futur roi de la cité Maya de Tikal[9].
- Tonantius Ferreolus, préfet du prétoire des Gaules.

## Décès en 415
- Mars : Hypatie, philosophe et mathématicienne grecque, « martyre païenne » lapidée dans une église par des chrétiens[10].
- Août ou septembre : 
  - Athaulf, roi Wisigoths, assassiné par un écuyer de Sarus à Barcelone.
  - Sigéric, roi Wisigoths, assassiné par les hommes de Wallia.